# Dendrocryphaea latifolia
Dendrocryphaea latifolia là một loài rêu trong họ Cryphaeaceae. Loài này được D.G. Griffin, Gradst. & J. Aguirre mô tả khoa học đầu tiên năm 1982.